# 藤原芽子
藤原 芽子（ふじわら わかこ、1981年2月22日 - ）は、日本の元プロボクサー。鹿児島県大島郡徳之島町生まれ兵庫県神戸市長田区出身。神戸市立須磨高等学校（現神戸市立須磨翔風高等学校）卒業。真正ボクシングジム所属。第2代OPBF女子東洋太平洋フェザー級王者、初代日本女子フェザー級王者。
1男2女のシングルマザーで、長男の勇生も2023年1月15日にプロテスト合格を果たし、母子プロボクサーとなった。2024年3月時点で、日本国内最年長の現役女子プロボクサー（男女通じては野中悠樹、堀川謙一に次いで3番目）であった。

## 来歴
徳之島で生まれ、2歳から神戸で育つ。
高校卒業後に結婚し1男2女を出産。
31歳の時にフィットネス目的でボクシングを始めたが、32歳の時に離婚し、これを機にプロを目指し年齢制限ギリギリでプロ転向。
2014年10月28日、神戸市立中央体育館でデビューを果たすが福田香奈に4回KO負け。
2015年2月28日、2戦目は引き分け。
4月5日、大阪府立体育会館第二競技場にて後のWBO女子世界スーパーフライ級王者である奥田朋子と3戦目を戦い4回KOで初勝利。
2017年6月24日、初代日本女子フェザー級王座決定トーナメント準決勝としてデビュー戦と同じ神戸市中央体育館にてその試合で敗れた福田香奈と再戦、5回TKO勝利でリベンジ。
12月17日、石川県産業展示館にて神成麻美との日本女子フェザー級王座決定戦に挑むが、1-1引き分けで王座はお預け。
2018年3月31日、アクトシティ浜松にて神成と再戦し、2-1判定で勝利し初代日本女子フェザー級王座を獲得。
7月23日、自身初となる聖地後楽園ホールにて三好喜美佳が持つ東洋太平洋女子フェザー級王座に挑み、3-0判定で勝利し東洋太平洋王座奪取に成功
12月1日、エディオンアリーナ大阪（大阪府立体育会館）第二競技場にて三好とダイレクトリマッチ、3-0判定で返り討ちにして初防衛。
2019年4月27日、エディオンアリーナ大阪第二競技場でアラサー・ニムノイ（タイ）と対戦し、2回48秒TKO勝ちを収めた。
6月27日初の世界挑戦として、敵地韓国・仁川にて崔賢美が持つWBA女子世界スーパーフェザー級王座に挑むが、0-3判定負け。
9月23日、エディオンアリーナ大阪第二競技場にて若狭与志枝を迎え東洋太平洋2度目の防衛戦を7回負傷判定で勝利し東洋太平洋王座2度目の防衛成功。
2020年12月12日、エディオンアリーナ大阪第二競技場にて元女子東洋太平洋バンタム級王者平安山裕子とノンタイトル6回戦を行い、3-0判定で勝利。
2022年12月1日、後楽園ホールにて2年ぶりの試合として元女子東洋太平洋スーパーフェザー級王者水谷智佳とノンタイトル6回戦。2-1の判定で勝利。
2024年4月11日、インスタグラム上で引退を表明。

## 戦績
- 16戦11勝3KO3敗2分

| 戦           | 日付           | 勝敗 | 時間    | 内容        | 対戦相手             | 国籍 | 備考                                    |
| ------------ | -------------- | ---- | ------- | ----------- | -------------------- | ---- | --------------------------------------- |
| 1            | 2014年10月28日 | ★    | 4R      | KO          | 福田香奈(S&K)        | 日本 | プロデビュー戦                          |
| 2            | 2015年2月28日  | △    | 4R      | 判定1-1     | 庄司由海(YuKO)       | 日本 |                                         |
| 3            | 2015年4月5日   | ☆    | 4R      | KO          | 奥田朋子(堺東ミツキ) | 日本 |                                         |
| 4            | 2015年11月15日 | ★    | 10R     | 判定0-3     | 平安山裕子(平仲)     | 日本 |                                         |
| 5            | 2016年9月18日  | ☆    | 4R      | 判定2-0     | 満田美紀(姫路木下)   | 日本 |                                         |
| 6            | 2017年3月19日  | ☆    | 4R      | 判定2-1     | 満田美紀(姫路木下)   | 日本 |                                         |
| 7            | 2017年6月24日  | ☆    | 5R      | TKO         | 福田香奈(S&K)        | 日本 |                                         |
| 8            | 2017年12月17日 | △    | 6R      | 判定1-1     | 神成麻美(カシミ)     | 日本 | 日本女子フェザー級王座決定戦            |
| 9            | 2018年3月31日  | ☆    | 6R      | 判定2-1     | 神成麻美(カシミ)     | 日本 | 日本女子フェザー級王座決定戦            |
| 10           | 2018年7月23日  | ☆    | 8R      | 判定3-0     | 三好喜美佳(川崎新田) | 日本 | OPBF東洋太平洋フェザー級タイトルマッチ  |
| 11           | 2018年12月1日  | ☆    | 8R      | 判定3-0     | 三好喜美佳(川崎新田) | 日本 | OPBF防衛1                               |
| 12           | 2019年4月27日  | ☆    | 2R 0:48 | TKO         | アラサ・ニムノイ     | タイ |                                         |
| 13           | 2019年6月29日  | ★    | 10R     | 判定0-3     | 崔賢美               | 韓国 | WBA世界スーパーフェザー級タイトルマッチ |
| 14           | 2019年9月23日  | ☆    | 7R 1:44 | 負傷判定3-0 | 若狭与志枝(花形)     | 日本 | OPBF防衛2                               |
| 15           | 2020年12月13日 | ☆    | 8R      | 判定3-0     | 平安山裕子(平仲)     | 日本 |                                         |
| 16           | 2022年12月1日  | ☆    | 6R      | 判定2-1     | 水谷智佳(宮田)       | 日本 |                                         |
| テンプレート |                |      |         |             |                      |      |                                         |

## 獲得タイトル
- 初代日本女子フェザー級王座
- 第2代OPBF東洋太平洋女子フェザー級王座（防衛2）